# Ceroplastes marmoreus
Ceroplastes marmoreus är en insektsart som beskrevs av Cockerell 1903. Ceroplastes marmoreus ingår i släktet Ceroplastes och familjen skålsköldlöss. Inga underarter finns listade i Catalogue of Life.